# Ірена (Підкарпатське воєводство)
Ірена (пол. Irena) — село в Польщі, у гміні Заклікув Стальововольського повіту Підкарпатського воєводства.
Населення — 238 осіб (2011).
У 1975-1998 роках село належало до Тарнобжезького воєводства.

## Демографія
Демографічна структура станом на 31 березня 2011 року:
|          | Загалом | Допрацездатний вік | Працездатний вік | Постпрацездатний вік |
| -------- | ------- | ------------------ | ---------------- | -------------------- |
| Чоловіки | 69      | 11                 | 52               | 6                    |
| Жінки    | 169     | 21                 | 80               | 68                   |
| Разом    | 238     | 32                 | 132              | 74                   |